# La Gitane (film)
Pour les articles homonymes, voir La Gitane.
Pour plus de détails, voir Fiche technique et Distribution.
La Gitane est un film français réalisé par Philippe de Broca, sorti en 1986.

## Synopsis
Hubert Durieux, banquier dans une petite ville de province, consacre les rares loisirs que lui laisse sa profession à son ex-femme, Brigitte, toujours éprise de lui, à sa fille, Florence, dont il est le confident, et à Elsa, sa maîtresse, qui ne lui laisse guère de répit. Fatigué de toutes les attentions dont il est l'objet, il reporte son affection sur sa superbe voiture, qu'une ravissante gitane lui dérobe à son nez et à sa barbe. Excédé, il porte plainte à la police, qui retrouve l'automobile et la lui restitue. La voleuse, prénommée Mona, pour échapper aux recherches, s'est cachée dans le coffre du véhicule. Et voici Hubert Durieux aux prises avec une quatrième femme, qui lui en fait voir de toutes les couleurs.

## Lieux de tournage
Les extérieurs de ce film ont été tournés en décor naturel à Pontoise, dans un immeuble ancien de la place de la cathédrale, sur les places du Grand et du Petit Martroy, de l'Hôtel de Ville, dans la grande rue commerçante, sur le parvis de la cathédrale Saint-Maclou de Pontoise, sur la berge des bords de l'Oise après le barrage, sur la berge sous le pont de l'Autoroute A15, dans la plaine agricole à l'Ouest de la ville, ainsi que sur les hauteurs de la butte du Parisis à Argenteuil.

## Fiche technique
- Titre original : La Gitane
- Réalisation : Philippe de Broca, assisté de Michel Thibaud
- Scénario : Philippe de Broca et Jean-Loup Hubert
- Décors : Dominique André
- Costumes : Cécile Balme
- Photographie : Robert Fraisse
- Son : Jean-Charles Ruault, Jean-Paul Loublier
- Montage : Françoise Javet
- Musique : Claude Bolling
- Production déléguée :  Alain Terzian
- Sociétés de production : Films A2 et T. Films
- Société de distribution : Pathé-Natan
- Pays d'origine :  France
- Langue originale : français
- Format : Couleurs — 35 mm - 1,66:1 - Stéréo
- Genre : comédie
- Durée : 95 minutes
- Date de sortie : France : 29 janvier 1986

## Distribution
- Claude Brasseur : Hubert Durieux
- Valérie Kaprisky : Mona
- Martin Lamotte : Le commissaire
- Stéphane Audran : Brigitte
- Clémentine Célarié : Elsa
- Marie-Anne Chazel : Mlle Chaprot
- Jacques Legras : Pilu
- Valérie Rojan : Florence
- Gaëlle Legrand : Mme Binet
- Rosine Cadoret : Mme Chomard
- Henri Virlojeux : Le vieux Gitan
- Maurice Travail : Le général
- Eliane Barral : Isabelle
- Didier Briscadieu : Ricardo
- Anna Gaylor : la femme aux boucles
- Philippe Brizard : un banquier
- Alain Terzian : un banquier
- Sabrina Legrand : Manuelita
- Éric Varelas : José
- Philippe de Broca : un client de la banque
- Lionel De Bar : le décoré
- Patrick Cartié : le journaliste
- Bernard Clémentin : le préfet

## Autour du film
- Le film a été tourné sous le titre Le Crocodile, avant de porter son nom actuel La Gitane[1]. Le Crocodile est aussi le titre d'un projet de film inabouti de Gérard Oury.
- En 1985, Philippe de Broca cherche les décors extérieurs pour son film La Gitane. Claude Brasseur lui conseille de venir visiter Pontoise pour faire des repérages, ville que Claude connait bien, car il habite à l'époque Vauréal.